# Матвєєв Сергій Леонідович
Сергій Леонідович Матвєєв (29 січня 1975, Миронівка, Київська область, УРСР) — тренер з велосипедного спорту, в минулому — трековий та шосейний велогонщик, заслужений майстер спорту України (1988), призер Олімпійських ігор в Сіднеї, переможець та призер Чемпіонатів світу, неодноразовий переможець та призер чемпіонатів України.

## Біографія
Сергій Леонідович Матвєєв народився 29 січня 1975 року в місті Миронівка Київської області.
Спочатку навчався у Броварському вищому училищі фізичної культури, згодом — у Національному університеті фізичного виховання і спорту.
За вагомі спортивні результати на XXVII літніх Олімпійських іграх в Сіднеї Сергія Матвєєва нагороджено орденом «За заслуги» третього ступеня.
17 квітня 2011 Сергій Матвєєв провів церемонію нагородження переможців першого обласного фестивалю велосипедного спорту, який пройшов у Броварах під патронатом голови Київської облдержадміністрації Анатолія Присяжнюка.

## Спортивні досягнення
На початку спортивної кар'єри Сергій Матвєєв брав участь у гонках на треку, згодом виступав в шосейних змаганнях.
У 1995 році на Чемпіонаті світу в Боготі він у складі збірної України завоював срібло в командній гонці переслідування. У 1997 році Матвєєв повторив це досягнення уже в Перті, Австралія.
У 1998 році на Чемпіонаті світу в Бордо Матвєєв разом з Олександром Феденком, Олександром Симоненком, Денисом Смисловим завоював перше місце в командній гонці переслідування.
На етапах Кубка світу спортсмен неодноразово здобував перемоги та призові місця як в індивідуальних, так і в командних гонках переслідування.
Сергій Матвєєв виступав за команди «Динамо», «Колос» Київської області. У 2000 році рік входив до складу італійської команди Zoccorinese — Vellutex. З 2001 по 2007 рік виступав за команду «Чераміка Панарія» (Італія), у складі якої виступав на Вуельті та Джиро д'Італія, вигравав гонки Флоренція-Пістоя, Гран-прі Ренна. У 2008 році перейшов у команду Cinelli-OPD (Сан-Марино), а наступного року виступав за ISD-Neri.
Після закінчення кар'єри у 2009 році Матвєєв працював менеджером команди ISD (Україна).
Станом на 2016 рік є головними тренером національної збірної команди України з велосипедного спорту (шосе).

### Виступи на Олімпійських іграх
На перших своїх Олімпійських іграх в Атланті Матвєєв у складі збірної України в командній гонці переслідування посів 7 місце.
На Іграх в Сіднеї велосипедист разом з Олександром Феденко, Олександром Симоненко та Сергієм Чернявським у командній гонці переслідування здобув срібні нагороди. Крім цього в індивідуальній гонці переслідування Матвєєв посів 7 місце, а в гіті — 18 позицію.
2004 року в Афінах у командній гонці переслідування збірна України із Матвєєвим у складі посіла 6 місце.

## Статистика

### Трекові велоперегони
| Рік  | Змагання                                   | Місце проведення           | Результат | Дисципліна                         |
| ---- | ------------------------------------------ | -------------------------- | --------- | ---------------------------------- |
| 1995 | Чемпіонат світу з трекових велоперегонів   | Богота, Колумбія           | 2         | командна гонка переслідування      |
| 1997 | Етапи Кубка світу з трекових велоперегонів | Фйоренцуола-д'Арда, Італія | 1         | командна гонка переслідування      |
| 1997 | Етапи Кубка світу з трекових велоперегонів | Куарту-Сант'Елена, Італія  | 1         | командна гонка переслідування      |
| 1997 | Чемпіонат світу з трекових велоперегонів   | Перт, Австралія            | 2         | командна гонка переслідування      |
| 1998 | Етапи Кубка світу з трекових велоперегонів | Берлін, Німеччина          | 2         | командна гонка переслідування      |
| 1998 | Етапи Кубка світу з трекових велоперегонів | Берлін, Німеччина          | 2         | індивідуальна гонка переслідування |
| 1998 | Етапи Кубка світу з трекових велоперегонів | Єр, Франція                | 2         | командна гонка переслідування      |
| 1998 | Чемпіонат світу з трекових велоперегонів   | Бордо, Франція             | 1         | командна гонка переслідування      |
| 1999 | Етапи Кубка світу з трекових велоперегонів | Валенсія, Іспанія          | 2         | індивідуальна гонка переслідування |
| 1999 | Етапи Кубка світу з трекових велоперегонів | Фйоренцуола-д'Арда, Італія | 1         | командна гонка переслідування      |
| 2000 | Етапи Кубка світу з трекових велоперегонів | Турин, Італія              | 1         | індивідуальна гонка переслідування |
| 2000 | Етапи Кубка світу з трекових велоперегонів | Турин, Італія              | 2         | командна гонка переслідування      |
| 2000 | Літні Олімпійські ігри                     | Сідней, Австралія          | 2         | командна гонка переслідування      |

### Шосейні гонки
| Рік  | Змагання                                                  | Місце проведення           | Результат | Дисципліна                 |
| ---- | --------------------------------------------------------- | -------------------------- | --------- | -------------------------- |
| 1994 | Тур Югославії                                             | країни колишньої Югославії | 2         | загальний залік            |
| 1996 | Чемпіонат світу з шосейних велоперегонів серед військових |                            | 1         | гонка з роздільним стартом |
| 1999 | Чемпіонат України з велогонок на шосе 1999                | Україна                    | 1         | гонка з роздільним стартом |
| 2002 | Чемпіонат України з велогонок на шосе 2002                | Україна                    | 3         | гонка з роздільним стартом |
| 2003 | Чемпіонат України з велогонок на шосе 2003                | Україна                    | 1         | гонка з роздільним стартом |
| 2003 | Чемпіонат України з велогонок на шосе 2003                | Україна                    | 2         | групова гонка              |
| 2003 | Кубок Берноккі                                            | Ломбардія, Італія          | 3         |                            |
| 2004 | Чемпіонат України з велогонок на шосе 2004                | Україна                    | 2         | гонка з роздільним стартом |
| 2004 | Флоренція-Пістоя                                          | Тоскана, Італія            | 1         | гонка з роздільним стартом |
| 2005 | Флоренція-Пістоя                                          | Тоскана, Італія            | 1         | гонка з роздільним стартом |
| 2005 | Чемпіонат України з велогонок на шосе 2005                | Україна                    | 2         | гонка з роздільним стартом |
| 2007 | Гран-прі Ренна                                            | Ренн, Франція              | 1         |                            |
| 2007 | Чемпіонат України з велогонок на шосе 2007                | Україна                    | 2         | гонка з роздільним стартом |
| 2008 | Чемпіонат України з велогонок на шосе 2008                | Севастополь, Україна       | 2         | гонка з роздільним стартом |

- Інформація з сайту Cycling archives з доповненнями